# HD 152636
HD 152636，又名CD-3311570，SAO 208205、HR 6282，是一颗恒星，视星等为6.37，位于銀經350.19，銀緯6.12，其B1900.0坐标为赤經16h 49m 25.8s，赤緯-33° 6.12′ 45″。